# Société artistique de la Nièvre
La Société artistique de la Nièvre est une association créée en 1896.

## Historique
Fondée en 1896, la Société artistique de la Nièvre a alors pour président le peintre Hector Hanoteau. Elle organise une première exposition en décembre 1896.
Une quatrième exposition a lieu à Nevers, dans les salles de l’hôtel de ville, du 30 septembre au 31 octobre 1899.
En 1902, la Société est l’objet d’une scission, avec le départ d’un certain nombre de jeunes artistes qui décident de fonder le Groupe d’émulation artistique de la Nièvre.
Les dernières expositions organisées par la Société ont lieu en 1926 et en 1928,.

## Membres
- Émile Boisseau (1842-1923), sculpteur
- Charles Girault (1851-1932), architecte
- Hector Hanoteau (1823-1890), peintre
- Achille Millien (1838-1927), poète et folkloriste